# Акранескёйпстадюр
Акранескёйпстадюр  (исл. Akraneskaupstaður, исландское произношение: [ˈakraːnɛsˌkœipˈstaðʏr̥]) — община на западе Исландии в регионе Вестюрланд. Население 7697 человека, площадь 8,56 км².

## История
Селения на территории современной общины существовали ещё со времен заселения Исландии, в частности поселение Акранес было основано ещё в IX веке выходцами из Ирландии братьями Тормодюром и Кетидлем. Первая община на этих землях была образована указом датского короля  Кристиана VII Безумного 18 августа 1786 года. Новообразованная община Акранесхреппюр была сельской, поэтому когда во второй половине XIX века король Кристиан IX даровал торговые права небольшому рыбацкому поселению Акранес, то общину пришлось разделить в 1885 году на две части. Акранес вместе с ближайшими окрестностями был выделен в общину Итри-Акранесхреппюр, а все остальные земли на западе и юге Скипаскайи отошли сельской общине Иннри-Акранесхреппюр. В 1942 году, когда Акранес получил статус города, община Итри-Акранесхреппюр была преобразована в городскую общину Акранескёйпстадюр в границах её единственного населённого пункта города Акранеса.

## География
Община Акранескёйпстадюр расположена в западной части полуострова Акранес (в обиходе называемому Скипаскайи) возле вулкана Акрафьядль и простираются от скалы Судаклёпп (исл. Súðaklöpp) на юге до островка Аднархоульми (исл. Arnarhólmi) на севере.
Земли Акранескёйпстадюр граничит на востоке с землями общины Хвальфьярдарсвейт.

## Транспорт
На территории общины проходят дорога регионального значения Акрафьядльсвегюр 51 и две дороги местного значения — Иннесвегюр 503 и Акранесвегюрвегюр 509.
Неподалёку от земель общины, на кольцевой дороге Хрингвегюр 1, располагается подводный туннель Хвальфьярдаргёйнг (исл. Hvalfjarðargöng) под Хваль-фьордом.
Есть порт в Акранесе, который считается одним из крупнейших в Исландии.